# Lívia Avancini
Lívia Avancini (* 8. Mai 1992 in Londrina) ist eine brasilianische Leichtathletin, die sich auf das Kugelstoßen spezialisiert hat. Sie wurde 2021 Südamerikameisterin in dieser Disziplin und gewann zudem 2023 eine Silber- sowie 2017 eine Bronzemedaille.

## Sportliche Laufbahn
Erste internationale Erfahrungen sammelte Lívia Avancini im Jahr 2009, als sie bei den Jugendweltmeisterschaften in Brixen mit einer Weite von 14,24 m den fünften Platz belegte. 2011 siegte sie mit 14,75 m bei den Juniorensüdamerikameisterschaften in Medellín und 2017 gewann sie bei den Südamerikameisterschaften in Luque mit 16,75 m die Bronzemedaille hinter ihrer Landsfrau Geisa Arcanjo und Sandra Lemos aus Kolumbien. 2021 siegte sie dann mit einem Stoß auf 17,34 m bei den Südamerikameisterschaften in Guayaquil und im Jahr darauf siegte sie bei den Hallensüdamerikameisterschaften in Cochabamba mit neuem Meisterschaftsrekord von 17,52 m. Anschließend gelangte sie bei den Hallenweltmeisterschaften in Belgrad mit 16,85 m auf Rang 14. Im Mai belegte sie bei den Ibero-Amerikanischen Meisterschaften in La Nucia mit 16,71 m den sechsten Platz und anschließend schied sie bei den Weltmeisterschaften in Eugene mit 16,13 m in der Qualifikationsrunde aus. 2023 gewann sie bei den Südamerikameisterschaften in São Paulo mit 17,04 m die Silbermedaille hinter der Chilenin Ivana Gallardo, ehe sie bei den Weltmeisterschaften in Budapest mit 16,62 m den Finaleinzug verpasste. Im November gelangte sie bei den Panamerikanischen Spielen in Santiago de Chile mit 16,54 m auf den achten Platz. Im Jahr darauf belegte sie bei den Ibero-Amerikanischen Meisterschaften in Cuiabá mit 16,57 m den sechsten Platz und schied im August bei den Olympischen Sommerspielen in Paris mit 16,26 m in der Qualifikationsrunde aus.
2025 gewann sie bei den Hallensüdamerikameisterschaften in Cochabamba mit 15,92 m die Bronzemedaille hinter der Chilenin Ivana Gallardo und ihrer Landsfrau Ana Caroline Silva.
2021 wurde Avancini brasilianische Meisterin im Kugelstoßen.

## Persönliche Bestleistungen
- Kugelstoßen: 17,74 m, 26. Februar 2022 in São Bernardo do Campo
- Diskuswurf: 42,90 m, 28. Juli 2019 in Maringá